# كيلي إفرندين
كيلي إفرندين (بالإنجليزية: Kelly Evernden)‏ مواليد 21 سبتمبر 1961 في نيوزيلندا، هو لاعب كرة مضرب نيوزلندي سابق بدأ مسيرته كمحترف سنة 1985 وكان يلعب باليد اليمنى، اعتزل اللعب في 1994. أعلى تصنيف له في الفردي كان المركز الـ 31 في سنة 1989. سبق أن شارك في دورة الألعاب الأولمبية الصيفية.

## روابط خارجية
- كيلي إفرندين على موقع رابطة محترفي التنس (الإنجليزية)
- كيلي إفرندين على موقع الاتحاد الدولي لكرة المضرب (الإنجليزية)
- كيلي إفرندين على موقع كأس ديفيز (الإنجليزية)
- كيلي إفرندين على موقع خلاصة التنس.كوم (الإنجليزية)
- كيلي إفرندين على موقع أوليمبيديا (الإنجليزية)
- كيلي إفرندين على موقع اللجنة الأولمبية النيوزيلندية (الإنجليزية)